# 2 Korpus Kawaleryjski
2 Korpus Kawaleryjski Imperium Rosyjskiego (ros. 2-й кавалерийский корпус) – jeden ze związków operacyjno-taktycznych  Imperium Rosyjskiego w czasie I wojny światowej.  Rozformowany na początku 1918 r. 

## Podporządkowanie
- 9 Armii (7 lutego - 17 listopada 1915)
- 7 Armii (1 lutego 1916 - 16 czerwca 1917)
- 8 Armii (23 lipca - grudzień 1917)

## Dowódcy Korpusu
- gen. lejtnant han G. Nahiczewanskij  (październik 1914 - październik 1915)
- gen. lejtnant G. O. Rauh (listopad - grudzień  1915)
- gen. lejtnant wielki książę Michaił Aleksandrowicz (luty 1916 - styczeń 1917)
- gen. lejtnant W. H. Roop  (luty - kwiecień 1917)
- gen. lejtnant książę K. A. Tumanow  (od kwietnia 1917)